# Tadeusz Polak (piłkarz)
Tadeusz Polak (ur. 17 listopada 1944 w Kleinreiflingu) – polski piłkarz, występujący na pozycji pomocnika, wieloletni zawodnik Wisły Kraków, reprezentant Polski.

## Kariera klubowa
Tadeusz Polak karierę piłkarską rozpoczął w 1958 roku Wiśle Kraków, w której debiut zaliczył dnia 14 października 1964 roku w zremisowanym 2:2 meczu wyjazdowym z Karpaty Krosno w ramach Pucharu Polski 1964/1965. Przez wiele lat był filarem drużyny, z którą w sezonie 1966/1967 sięgnął po Puchar Polski. Z drużyny odszedł w 1973 roku po rozegraniu 185 meczów i strzeleniu 15 goli w ekstraklasie.
Następnie w 1974 roku wyjechał do Kanady występować w klubie ligi NASL – Toronto Metros-Croatia, w którym występował do 1978 roku. W tym okresie Polak rozegrał w klubie 108 meczów ligowych, w których strzelił 6 goli, a także w sezonie 1976 sięgnął po mistrzostwo NASL. Potem w latach 1979–1981 występował w Toronto Falcons oraz w Polonii Hamilton, gdzie zakończył piłkarską karierę. W tym zespole występował wspólnie z Grzegorzem Latą, wraz z którym pod koniec lat 80. został trenerem zespołu Rackett Toronto.

## Kariera reprezentacyjna
Tadeusz Polak w 1972 roku rozegrał 2 mecze w reprezentacji Polski. Debiut zaliczył dnia 7 maja 1972 roku w Warszawie w wygranym 3:1 meczu eliminacyjnym do igrzysk olimpijskich 1972 przeciwko reprezentacji Bułgarii, w którym zastąpił w 70. minucie Zygmunta Maszczyka. Ostatni mecz rozegrał dnia 10 maja 1972 roku w Poznaniu w bezbramkowo zremisowanym meczu towarzyskim z reprezentacji Szwajcarii.
Mecze w reprezentacji
| lp. | Data         | Miejsce  | Przeciwnik | Rezultat | Rozgrywki   | Grał   |
| --- | ------------ | -------- | ---------- | -------- | ----------- | ------ |
| 1.  | 7 maja 1972  | Warszawa | Bułgaria   | 3-0      | El. IO 1972 | od 70' |
| 2.  | 10 maja 1972 | Poznań   | Szwajcaria | 0-0      | Towarzyski  | 90'    |

## Statystyki
| Klub                   | Sezon     | Liga  | Liga | Puchary krajowe | Puchary krajowe | Puchary międzynarodowe | Puchary międzynarodowe | Razem | Razem |
| Klub                   | Sezon     | Mecze | Gole | Mecze           | Gole            | Mecze                  | Gole                   | Mecze | Gole  |
| Wisła Kraków           | 1964/1965 | 0     | 0    | 1               | 0               | –                      | –                      | 1     | 0     |
| Wisła Kraków           | 1965/1966 | 3     | 0    | 0               | 0               | –                      | –                      | 3     | 0     |
| Wisła Kraków           | 1966/1967 | 25    | 1    | 5               | 0               | –                      | –                      | 30    | 1     |
| Wisła Kraków           | 1967/1968 | 20    | 3    | 0               | 0               | 3                      | 0                      | 23    | 3     |
| Wisła Kraków           | 1968/1969 | 26    | 2    | 2               | 1               | 6                      | 0                      | 34    | 3     |
| Wisła Kraków           | 1969/1970 | 25    | 1    | 1               | 0               | 4                      | 0                      | 30    | 1     |
| Wisła Kraków           | 1970/1971 | 24    | 3    | 2               | 0               | –                      | –                      | 26    | 3     |
| Wisła Kraków           | 1971/1972 | 25    | 4    | 2               | 0               | 5                      | 0                      | 32    | 4     |
| Wisła Kraków           | 1972/1973 | 22    | 1    | 1               | 0               | 5                      | 1                      | 28    | 1     |
| Wisła Kraków           | 1973/1974 | 15    | 0    | 2               | 0               | –                      | –                      | 17    | 0     |
| Razem                  | Razem     | 185   | 15   | 20              | 1               | 19                     | 1                      | 224   | 17    |
| Toronto Metros-Croatia | 1974      | 18    | 1    | –               | –               | –                      | –                      | 18    | 1     |
| Toronto Metros-Croatia | 1975      | 20    | 2    | –               | –               | –                      | –                      | 20    | 2     |
| Toronto Metros-Croatia | 1976      | 21    | 1    | –               | –               | –                      | –                      | 21    | 1     |
| Toronto Metros-Croatia | 1977      | 25    | 2    | –               | –               | –                      | –                      | 25    | 2     |
| Toronto Metros-Croatia | 1978      | 24    | 0    | –               | –               | –                      | –                      | 24    | 0     |
| Razem                  | Razem     | 108   | 6    | –               | –               | –                      | –                      | 108   | 6     |
| Toronto Falcons        | 1979      |       |      |                 |                 |                        |                        |       |       |
| Toronto Falcons        | 1980      |       |      |                 |                 |                        |                        |       |       |
| Toronto Falcons        | 1981      |       |      |                 |                 |                        |                        |       |       |
| Razem                  |           |       |      |                 |                 |                        |                        |       |       |

## Sukcesy
Wisła Kraków
- Mistrzostwo II ligi: 1964/1965
- Wicemistrzostwo Polski: 1965/1966
- Puchar Polski: 1967

Toronto Metros-Croatia
- Mistrzostwo NASL: 1976